# Sue French-Lee
Sue French-Lee, född 7 maj 1960, är en friidrottare från Kanada. Hon deltog vid olympiska sommarspelen 1984 och olympiska sommarspelen 1988.